# Sri Srinivasan

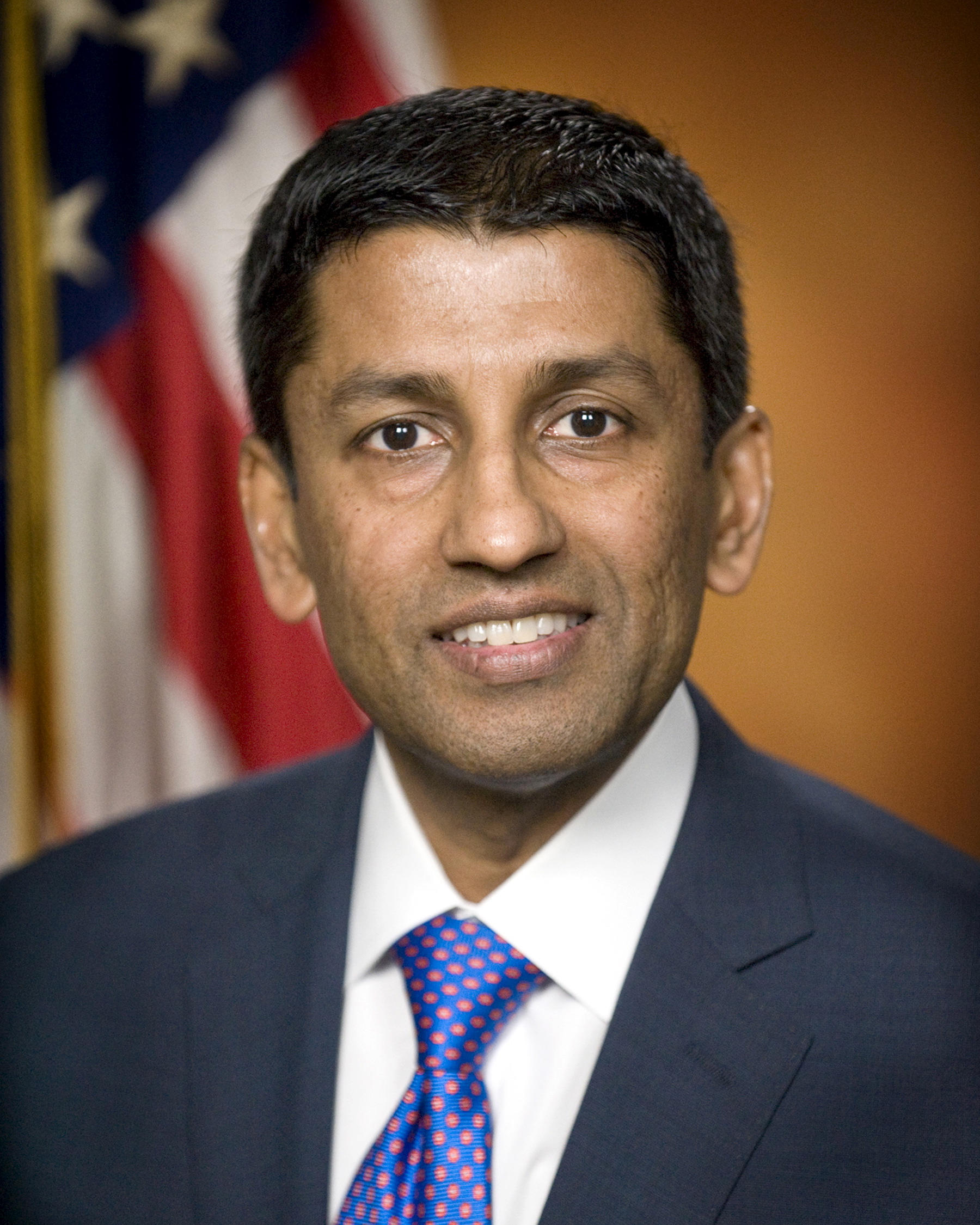
Sri Srinivasan (2013)

Srikanth Srinivasan (* 1967 in Chandigarh) ist ein indisch-amerikanischer Jurist. Derzeit dient er als Chief Judge des United States Court of Appeals in Washington, D. C.

## Leben
Der in Indien geborene Srinivasan wuchs in Lawrence in den Vereinigten Staaten auf. Er erhielt 1989 einen Bachelor of Arts von der Stanford University und 1995 einen Juris Doctor von der Stanford Law School sowie einen Master of Business Administration von der Stanford Graduate School of Business. Während seines Studiums wurde er in die Order of the Coif gewählt und war Herausgeber des Stanford Law Review. Nach seines Studiums bekleidete er jeweils ein Jahr die prestigeträchtigen Ämter eines „law clerk“s von J. Harvie Wilkinson III am vierten Bezirk des United States Court of Appeals und von Sandra Day O’Connor am Obersten Gerichtshof als auch eines „Bristow Fellow“ im Office of the Solicitor General, einer Abteilung des Justizministeriums.
Von 1998 bis 2002 und von 2007 bis 2011 praktizierte Srinivasan in der Anwaltskanzlei O’Melveny & Myers LLP in der Hauptstadt Washington, D. C. In der Zwischenzeit arbeitete er erneut im Office of the Solicitor General als Assistent zum Solicitor General. Für seinen dortigen Dienst wurde er mehrfach regierungsintern ausgezeichnet. 2011 erhielt er das Amt des stellvertretenden Solicitor General. Im Mai 2013 ernannte ihn der Präsident Barack Obama zum United States Court of Appeals in Washington, D. C. 2020 stieg er als Nachfolger Merrick B. Garland zum Chief Judge des Court of Appeals auf. Er hatte unter anderem an der Harvard Law School Lehrposten inne.
Srinivasan wurde mehrfach für einen Posten am Obersten Gerichtshof gehandelt. Sowohl 2016 nach dem Tod Antonin Scalias und 2022 nach dem Ruhestand Stephen Breyers wurde er von verschiedenen Quellen erwähnt.